# Мебгідролін

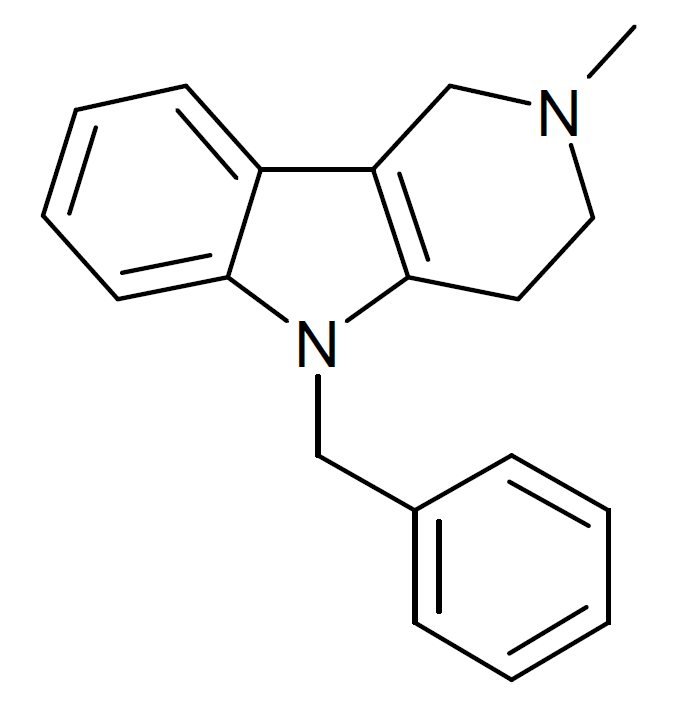

Мебгідролін (МНН) (Діазолін) — лікарський препарат, блокатор гістамінових H1-рецепторів.

## Фармакологічна дія
Блокатор гістамінових H1-рецепторів. Надає протиалергічну, протисвербіжну, антиексудативну, а також слабку седативну дію.
Показання:
- сінна лихоманка;
- кропив'янка;
- екзема;
- шкірний свербіж;
- алергічний риніт;
- алергічний кон'юнктивіт;
- шкірна реакція після укусу комахи;
- бронхіальна астма (у складі комбінованої терапії).

## Режим дозування
Діазолін призначають внутрішньо після їжі.
Дорослим і дітям старше 10 років: по 100–300 мг на добу.
Дітям 5–10 років: 100–200 мг на добу.
Дітям 2–5 років: 50–150 мг на добу.
Дітям до 2-х років: 50–100 мг на добу.
Максимальні дози дорослим: разова — 300 мг, добова 600 мг.

## Побічна дія
Рідко: шлунково-кишкові розлади, подразнення слизової шлунка, сухість у роті; агранулоцитоз.
Можливі: запаморочення, парестезії, підвищена стомлюваність; висип, кропив'янка.

## Протипоказання
Гіпертрофія передміхурової залози; закритокутова глаукома; виразкова хвороба шлунка та дванадцятипалої кишки; підвищена чутливість до препарату; епілепсія, епілептичні стани.

## Показання
Профілактика і лікування сезонного та алергічного риніту, полінозу, кропив’янки, харчової та медикаментозної алергії, дерматозів, що супроводжуються свербежем шкіри (екзема, нейродерміт).

## Особливі вказівки
З обережністю призначають препарат протягом тривалого часу пацієнтам, які займаються потенційно небезпечними видами діяльності, що вимагають підвищеної уваги і швидкості рухових і психічних реакцій.
Діазолін проникає в незначних кількостях в ЦНС, тому препарат не застосовують в тих випадках, коли гальмівна дія на ЦНС є небажаною.

## Лікарська взаємодія
Діазолін підсилює дію засобів, що пригнічують ЦНС.